# Мартер (Тренто)
Мартер је насеље у Италији у округу Тренто, региону Трентино-Јужни Тирол.
Према процени из 2011. у насељу је живело 867 становника. Насеље се налази на надморској висини од 432 м.